# Chiny na Letnich Igrzyskach Olimpijskich 1948
Chiny na Letnich Igrzyskach Olimpijskich 1948 – występ kadry sportowców reprezentujących Chiny na igrzyskach olimpijskich, które odbyły się w Londynie w Wielkiej Brytanii, w dniach 29 lipca – 14 sierpnia 1948 roku.
Reprezentacja Chin liczyła 33 zawodników, którzy wystąpili w 5 dyscyplinach.

## Tło startu
Był to trzeci start Chin na letnich igrzyskach olimpijskich i ostatni przed podziałem Chin na dwa państwa. W reprezentacji znaleźli się sportowcy z Chin kontynentalnych, Tajwanu i Hongkongu, jak również z diaspory chińskiej z innych państw świata.
1948 był trudnym rokiem w historii Chin ze względu na toczącą się w państwie wojnę domową i wyniszczenie kraju podczas II wojny światowej. Sytuacja ta rzutowała na reprezentację olimpijską. Delegacja chińska składała się z 52 osób, z czego 33 było sportowcami, co było znacznym spadkiem w porównaniu z ostatnimi przedwojennymi igrzyskami w 1936, gdy do Berlina przyjechała 139-osobowa delegacja chińska, w tym 69 zawodników. Wyniki osiągnięte przez sportowców w Londynie uznano za rozczarowujące. Delegacja, aby powrócić do domów, musiała pożyczyć pieniądze.

## Reprezentanci

### Kolarstwo
Kolarstwo torowe
| Zawodnik    | Konkurencja     | Kwalifikacje         | Kwalifikacje | Runda 1             | Repasaż             | Runda 2             | Repasaż             | Ćwierćfinały        | Półfinały           | Finał               | Pozycja |
| Zawodnik    | Konkurencja     | Czas                 | Pozycja      | Przeciwnik Rezultat | Przeciwnik Rezultat | Przeciwnik Rezultat | Przeciwnik Rezultat | Przeciwnik Rezultat | Przeciwnik Rezultat | Przeciwnik Rezultat | Pozycja |
| ----------- | --------------- | -------------------- | ------------ | ------------------- | ------------------- | ------------------- | ------------------- | ------------------- | ------------------- | ------------------- | ------- |
| Howard Wing | sprint mężczyzn | Emile Van De Velde P | 2.           | NQ                  | NQ                  | NQ                  | NQ                  | NQ                  | NQ                  | NQ                  | –       |

### Koszykówka
- Reprezentacja mężczyzn – 18. miejsce

| - Cai Zhongqiang - Cai Wenhua - Jia Zhijun - Edward Lee - Li Zhenzhong |  | - John Pao - Wee Tian Siak - Wu Chengzhang - Yu Jin - Yu Ruizhang |

#### Faza grupowa
Grupa B
| Miejsce | Drużyna          | Mecze | Punkty | Zwyc. | Por. | Kosze   |
| ------- | ---------------- | ----- | ------ | ----- | ---- | ------- |
| 1       | Korea Południowa | 5     | 8      | 3     | 2    | 258-152 |
| 2       | Chile            | 5     | 8      | 3     | 2    | 269-162 |
| 3       | Belgia           | 5     | 8      | 3     | 2    | 234-156 |
| 4       | Filipiny         | 5     | 8      | 3     | 2    | 281-202 |
| 5       | Chiny            | 5     | 8      | 3     | 2    | 261-200 |
| 6       | Królestwo Iraku  | 5     | 5      | 0     | 5    | 113-545 |

 Chiny 39-44  Chile

 Chiny 36-34  Belgia

 Chiny 49-48  Korea Południowa

 Chiny 32-51  Filipiny

 Chiny 125-25  Królestwo Iraku

#### Runda klasyfikacyjna
O miejsca 17-23

 Chiny 42-34  Szwajcaria

O miejsca 17-20

 Chiny 54-25  Wielka Brytania

O miejsca 17-18

 Chiny 38-54  Włochy

### Lekkoatletyka
| Zawodnik         | Konkurencja                         | Runda 1  | Runda 1 | Półfinał | Półfinał | Finał    | Finał   | Pozycja |
| Zawodnik         | Konkurencja                         | Rezultat | Pozycja | Rezultat | Pozycja  | Rezultat | Pozycja | Pozycja |
| ---------------- | ----------------------------------- | -------- | ------- | -------- | -------- | -------- | ------- | ------- |
| Chen Yinglang    | bieg na 400 m mężczyzn              | 50.9     | 3.      | NQ       | NQ       | NQ       | NQ      | –       |
| Huang Liangzheng | bieg na 400 m przez płotki mężczyzn | 57.7     | 4.      | NQ       | NQ       | NQ       | NQ      | –       |
| Luo Wenao        | bieg na 5000 m mężczyzn             | NO       | 8.      | NQ       | NQ       | NQ       | NQ      | –       |
| Luo Wenao        | bieg na 10000 m mężczyzn            | —        | —       | —        | —        | NO       | NO      | –       |
| Luo Wenao        | maraton mężczyzn                    | —        | —       | —        | —        | DNF      | DNF     | –       |

### Piłka nożna
Turniej mężczyzn
- Reprezentacja mężczyzn – 9-16. miejsce

| - Zhang Jinhai - Zhang Banglun - Zou Wenzhi - Xie Wenliang - Zhu Yongqiang - Hou Rongsheng - He Yingfen - Liu Songsheng - Li Dahui |  | - Yan Shixin - Song Lingsheng - Feng Jingxiang (DNS) - Zhu Zhicheng (DNS) - Gao Baozheng (DNS) - Guo Yingqi (DNS) - Li Zhaorong (DNS) - Xie Jinhong (DNS) - Ye Qingrong (DNS) |

#### I runda
| Turcja | 4 | – | 0 (1-0) | Chiny |

### Pływanie
| Zawodnik   | Konkurencja                 | Eliminacje | Eliminacje | Półfinał | Półfinał | Finał | Finał   | Pozycja |
| Zawodnik   | Konkurencja                 | Czas       | Miejsce    | Czas     | Miejsce  | Czas  | Miejsce | Pozycja |
| ---------- | --------------------------- | ---------- | ---------- | -------- | -------- | ----- | ------- | ------- |
| Wu Chuanyu | 100 m st. dowolnym mężczyzn | 1:03.5     | 5.         | NQ       | NQ       | NQ    | NQ      | –       |

### Olimpijski Konkurs Sztuki i Literatury
Uwaga! Medale przyznane w konkursie nie są wliczane do klasyfikacji medalowej.
- malarstwo i sztuka graficzna
  - drzeworyty i ryciny
    - Chen Hsiao-nan

  - farby olejne i akwarele
    - Chang Chien-ying
    - Sun Zongwei
    - Cheng Wufei

  - nieznany konkurs
    - Zhang Anzhi

Żaden z chińskich artystów nie otrzymał medalu